# Rodolpho von Ihering
Rodolpho Theodor Wilhelm Gaspar von Ihering (Taquara, 17 de julho de 1883 – 15 de setembro de 1939) foi um zoólogo e biólogo brasileiro, considerado o pai da piscicultura no Brasil.

## Biografia
Era filho do zoólogo alemão Hermann Friedrich Albrecht von Ihering e de Anna Maria Clarz Belzer, e neto de Caspar Rudolf von Ihering. Casou-se com Isabel de Azevedo, filha do coronel Luís Gonzaga de Azevedo, com quem teve duas filhas e um filho.
Formou-se em 1901, em São Paulo como bacharel em ciências e letras, porém teve uma formação em zoologia com a convivência no laboratório de seu pai. No mesmo ano foi nomeado, por seu pai, então diretor do Museu Paulista, para a vice-diretoria de custos do museu.
Em 1911, passou quase um ano trabalhando na Estação Biológica de Nápoles, depois na Universidade de Viena, e finalmente no  Muséum national d'histoire naturelle, em Paris, com o professor e entomologista Louis Eugène Bouvier.
Quando o seu pai foi afastado do cargo de diretor do Museu Paulista por causa da entrada do Brasil na Primeira Guerra Mundial, em protesto, Rodolpho se desligou do museu e abriu uma pequena fábrica de objetos de metal, a Fábrica Santa Izabel, onde trabalhou por dez anos, sem entretanto deixar de lado suas atividades como naturalista.
Entre 1926 e 1927 passou a colaborar no laboratório de parasitologia da Faculdade de Medicina de São Paulo, criado pelo helmintologista Lauro Pereira Travassos.
A partir de 1927 intensificou sua pesquisa no ramo da ictiologia, classificando inúmeras novas espécies de peixes.
Trabalhou no Instituto Biológico de Defesa Agrícola e Animal de São Paulo, criado em 1927, onde foi assistente na seção de entomologia e parasitologia animal e chefe da seção de zoologia. Dedicou-se ao estudo das piracemas da região do Estado de São Paulo, especialmente da represa Billings, e dos rios Mogi-Guaçu (em Cachoeira de Emas), Tietê (em Salto do Itu), e Piracicaba (em Salto de Piracicaba).  A partir de 1931, dedicou-se exclusivamente aos trabalhos de bio-economia na área da piscicultura.
Foi chefe da Comissão Técnica de Piscicultura do Nordeste, de 1932 a 1937, promovendo um grande impulso à piscicultura no Nordeste e no mundo, com o desenvolvimento da técnica de reprodução artificial de peixes, conhecido como hipofisação; organizou estações de piscicultura em Pirassununga e em Porto Alegre.
Foi membro da Academia Brasileira de Ciências, da Sociedade de Biologia de São Paulo, do Clube Zoológico do Brasil, da "Limnological Society of America" e da "American Fisheries Society". Foi declarado doutor honoris causa pela Universidade de Giessen.A Sociedade Brasileira de Zoologia, criada em 1978, instituiu o Prêmio Rodolpho von Ihering ao melhor artigo, livro ou capítulo de livro publicado anualmente na área de zoologia. Deu seu nome ao Centro de Pesquisas Ictiológicas Rodolpho von Ihering em Pentecoste, Ceará; à Biblioteca Rodolpho von Ihering, com o acervo remanescente da Estação Experimental de Biologia e Piscicultura de Pirassununga, em 1981.

## Obras
Os principais escritos de Rodolpho Von Ihering são:
- Diccionario da Fauna do Brazil ou Definição zoologica dos nomes vulgares dos animaes do Brazil (1914).
- O Livrinho das Aves (1914).
- Fauna do Brasil (1917).
- Da Vida Dos Peixes (1923).
- Contos de um Naturalista (1924).
- No Campo e na Floresta (1927).
- Da Vida dos Nossos Animais (1934).
- Dicionário dos animais do Brasil (1940; 2a ed., 1968; 3a ed., 2002).